# Operation Dumbo Drop
Operation Dumbo Drop (no Brasil: Operação Dumbo; em Portugal: Operação Elefante) é um filme de comédia estadunidense de 1995 dirigido por Simon Wincer que explora a guerra, política e bem-estar animal. O enredo foi concebido a partir de um roteiro escrito por Gene Quintano e Jim Kouf baseado em uma história real pelo major Jim Morris do Exército dos Estados Unidos. Estrelado por Danny Glover e Ray Liotta como Boinas Verdes durante a Guerra do Vietnã, em 1968, que tentam transportar um elefante através de terreno da selva a uma aldeia sul-vietnamita local, que por sua vez ajuda as forças americanas a monitorar a atividade da Frente Nacional para a Libertação do Vietname. Atores Denis Leary, Doug E. Doug e Corin Nemec também estrelam nos papéis principais. Um esforço coletivo conjunto para comprometer-se com a produção do filme foi feita pela Interscope Communications e PolyGram Filmed Entertainment. Tendo como pano de fundo o Vietnã, a gravação primária e filmagem aconteceu na Tailândia.
Foi comercialmente distribuído pela Walt Disney Pictures nos cinemas, e pela Buena Vista Home Entertainment para home vídeo.
Operação Dumbo Drop estreou nos cinemas em todo o país nos Estados Unidos em 28 de julho de 1995 e arrecadou $24,670,346 em recibos de bilhetes domésticos. O filme foi um sucesso financeiro moderado após a sua corrida teatral, mas foi geralmente recebido com críticas negativas e não conseguiu obter quaisquer indicações a prêmios de organizações de cinema convencionais.

## Sinopse
Em 1967, uma aldeia onde as forças especiais norte-americanas estão espionado Ho Chi Minh Trail, tem o seu elefante sagrado morto pelo Exército do Povo do Vietnam e as forças especiais têm o risco de perder a área. Então o capitão das forças especiais Sam Cahill (Danny Glover) e o capitão das forças especiais TC Doyle (Ray Liotta), com mais um grupo de boinas verdes: David Poole (Denis Leary) Lawrence Farley (Corin Nemec) e Harvey Ashford (Doug E. Doug), tem de levar outro elefante para a aldeia, o Bo Tat (Tai), e restabelecem a área para continuar a espionar o Ho Chi Minh Trail. Mas acabam tendo problemas quando compram um elefante que vem com um "brinde" de um garoto. E para acabar com a confusão o Exército do Povo do Vietnam quer frustrar seus planos.

## Elenco
| Danny Glover  | ... Capitão Sam Cahill                         |
| Ray Liotta    | ... Capitão T.C. Doyle                         |
| Denis Leary   | ... Chefe Oficial de Autorização 3 David Poole |
| Doug E. Doug  | ... Especialista 4 Harvey Ashford              |
| Corin Nemec   | ... Especialista 5 Lawrence Farley             |
| Dinh Thien Le | ... Linh                                       |
| James Hong    | ... Y B'ham                                    |
| Tchéky Karyo  | ... Goddard                                    |
| Hoang Ly      | ... Brigadeiro Nguyen                          |
| Vo Trung Anh  | ... Capitão Quang                              |
| Marshall Bell | ... Major Pederson                             |
| Tim Kelleher  | ... Major Morris                               |
| Raymond Cruz  | ... Sargento da Equipe Adams                   |
| Tai           | ... Bo Tat                                     |

## Produção

### Desenvolvimento

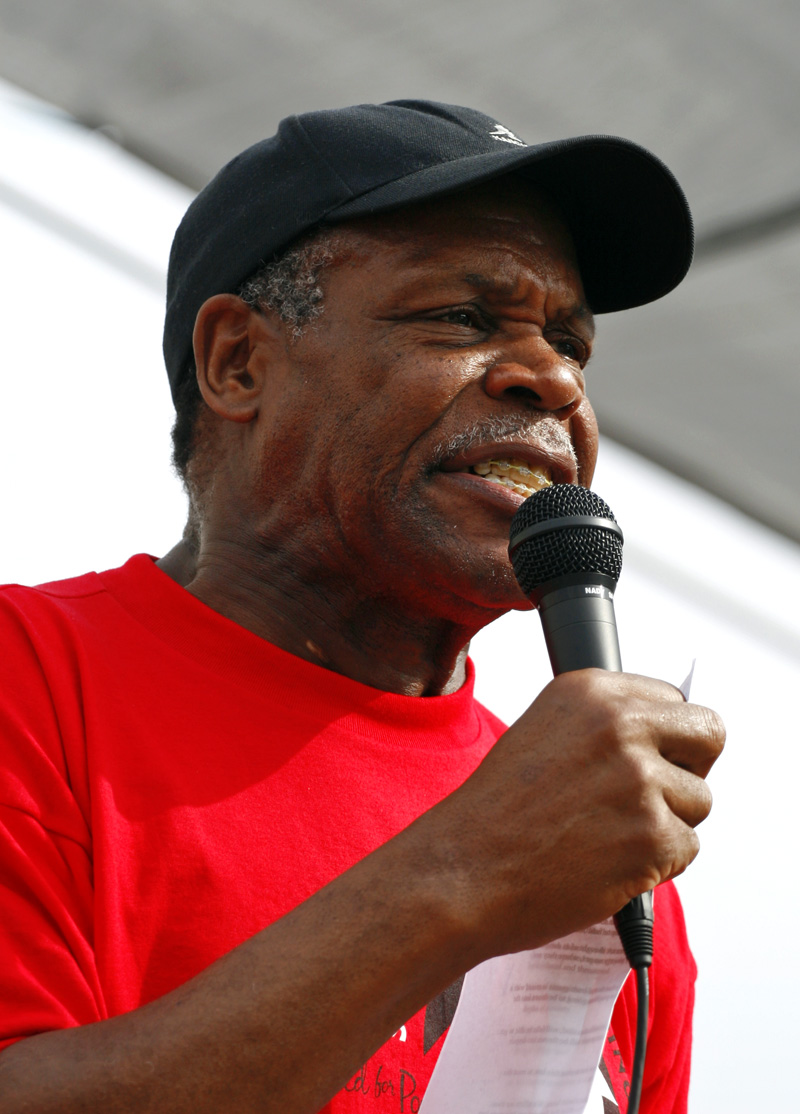
Ator Danny Glover que interpretou Cpt. Sam Cahill

A premissa de Operação Dumbo Drop é baseado na história real relacionada com a cooperação dos moradores sul-vietnamitas e do Exército dos EUA durante a Guerra do Vietnã nos anos 1960. O Exército dos EUA visualizou muitas aldeias como tendo um valor estratégico devido à sua proximidade com rotas de abastecimento de armas inimigas, como a Trilha Ho Chi Minh. Elefantes encontrados nas aldeias eram tipicamente a principal fonte de trabalho agrícola. Para apaziguar os aldeões hostis, os EUA ofereceram elefantes como um gesto de agradecimento. De acordo com o ator Glover, uma tal operação ocorreu especificamente em 4 de abril de 1968; mas recebeu muito pouca cobertura devido à morte no mesmo dia de um líder militar vietnamita e também, o assassinato de Martin Luther King Jr., em Memphis O filme é baseado em uma história descrita pelo aposentado  major Jim Morris do Exército dos Estados Unidos; que relatou suas experiências em torno dos elefantes durante a guerra em curso.
O elefante asiático Tai foi usado para a parte de Bo Tat. O elefante fêmea foi escolhido para o papel por causa de seu comportamento calmo e disposição amigável, o que lhe permitiu ser plácido e relaxado durante as cenas com gravações de simulações de tiroteios. Muitas representações no filme, como o elefante que está sendo sedado e deitado ou seguinte àquele, movendo as pernas e pé foram realmente realizado com um treinador de animais.

### Cenografia e filmagem
Filmagem principal ocorreu principalmente em locações na Tailândia. Outras locações incluíram estúdios de cinema em Los Angeles, Califórnia e Miami, Flórida.

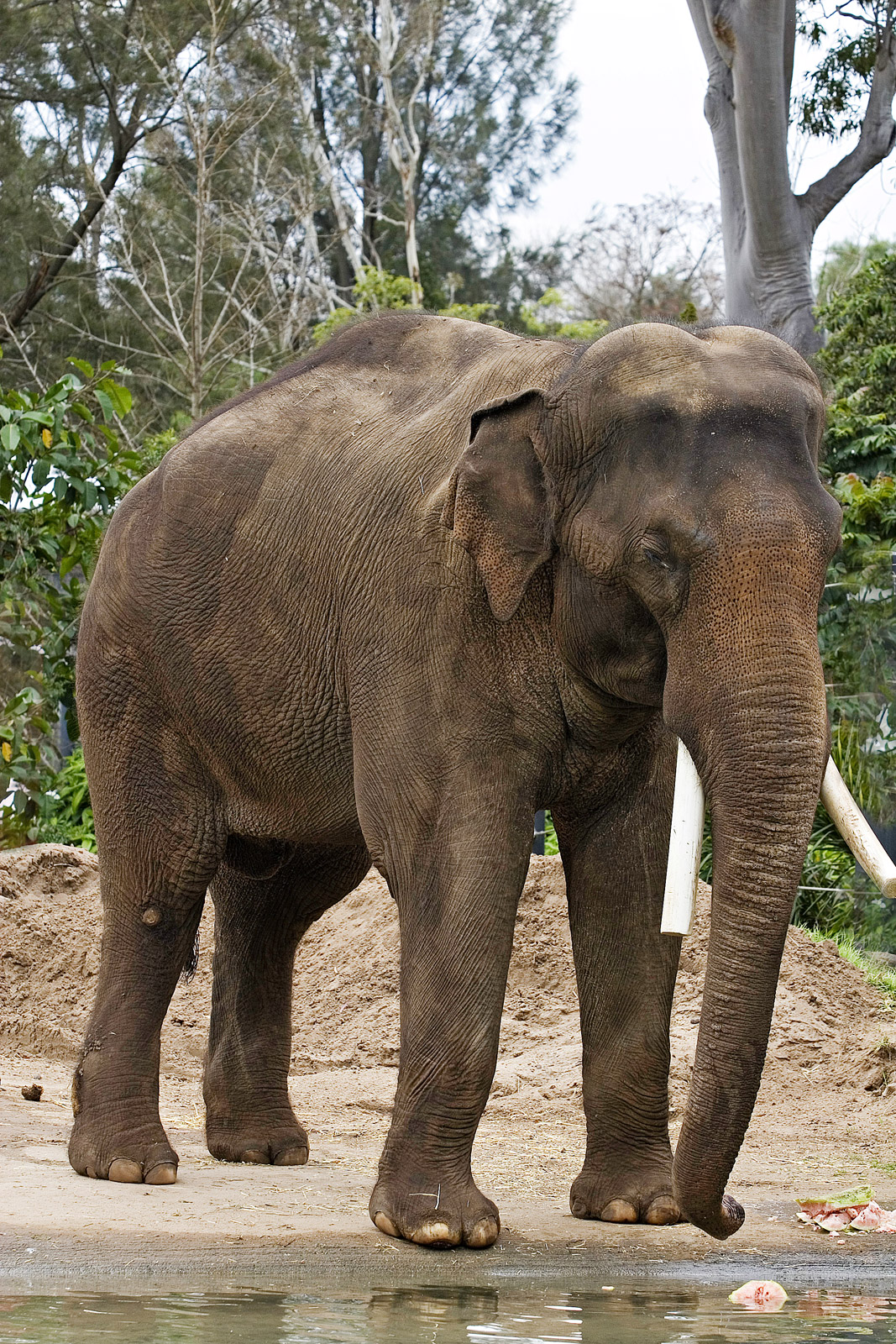
Um Elefante asiático semelhante foi usado durante as filmagens

Certas cenas onde o elefante foi mostrado a bordo de um barco marítimo realmente tinha vigas W sob a plataforma para apoiar o animal. Além disso, o lastro foi adicionado ao barco para mantê-lo à tona.
Uma das cenas mais tarde, onde o elefante estava a bordo da aeronave com tiros e mísseis sendo disparados para ele; foi filmado em cortes com ambos os elefantes falsos e um elefante mecânico sendo usado no salto. O elefante de verdade foi usado apenas para filmagens de perto.
Durante cena do carrinho de comida na aldeia, um treinador como um extra, correu ao lado do elefante dizendo-lhe para se manter em movimento. Havia também um outro treinador na frente dela incentivando seu movimento constante e garantindo que nada tivesse em seu caminho. Fios foram anexados as caixas e mesas que foram puxados quando o elefante correu, fazendo parecer como se estivesse batendo tudo de lado. Em uma cena de flashback, o personagem Linh vê um elefante tomando um tiro, como ele conta como seus pais foram mortos. A equipe de filmagem conseguiu este feito, instruindo o treinador para ensinar o elefante a deitar-se, ao mesmo tempo, então filmar a cena em câmera lenta. Para garantir a saúde do elefante, sua comida e água, incluindo águas para os banhos, foi enviado dos EUA para a Tailândia durante toda a produção. Além disso, ela estava banhada em água purificada a cada dia. Homens tailandeses nativos jovens foram contratados para segurar guarda-chuvas sobre o elefante quando as câmeras não estavam realizando gravações. E durante toda a filmagem, quase tudo que o elefante pisado foi reforçada com madeira e aço. Outros animais usados como pano de fundo eram de gado locais, galinhas e cabras. Doze elefantes também foram usados como figurantes nas cenas da selva da montanha.
Segundo Denis Leary, a produção do filme era terrível, alegando que o filme levou um longo tempo para gravação. Leary disse que, junto com colegas de elenco Ray Liotta e Danny Glover fez o filme por dinheiro para comprar o imóvel que todos queriam. Denis Leary também tem (brincando) afirmado que não foi ele que interpretou Poole no filme em tudo, e na verdade foi Willem Dafoe fingindo ser ele. Willem Dafoe nega.

### Trilha sonora
A trilha sonora original para filme Operação Dumbo Drop, foi lançado pela Hollywood Records em 28 de julho de 1995. Possui canções gravadas por músicos veteranos Marvin Gaye, Aretha Franklin e Jackie Wilson, entre outros. A música para o filme foi composta por David Newman; enquanto está a ser editado por Tom Villano. Os efeitos sonoros do filme foram supervisionados por William Jacobs. A mistura dos elementos sonoros foi orquestrada por Doc Kane. "When I See an Elephant Fly"  é retirado do filme de animação da Disney, Dumbo, com a música composta por Oliver Wallace.

## Recepção

### Resposta da crítica
Operation Dumbo Drop tem recepção geralmente desfavorável por parte da crítica especializada. Possui Tomatometer de 31% em base de 26 críticas no Rotten Tomatoes. Por parte da audiência do site tem 29% de aprovação.

### Bilheteria
O filme estreou nos cinemas em 28 de julho de 1995, em grande lançamento em todo os EUA. Durante sua semana de estreia, o filme estreou em um distante sexto lugar arrecadando $6,392,155 no mundo dos negócios em 2,980 localidades. O filme Waterworld bater tranquilamente sua concorrência durante esse fim de semana de abertura em primeiro lugar com $21,171,780. A receita do filme caiu de 33,2% em sua segunda semana de lançamento, ganhando $4,271,252. Para esse fim de semana especial, o filme caiu para nono lugar triagem em 2,158 cinemas, mas ainda segurando em uma posição top ten. Waterworld, manteve-se em primeiro lugar da bilheteria com $13,452,035 em receitas de bilheteira. O filme passou a cobrir para fora no mercado interno em $24,670,346 em vendas de ingressos totais através de uma corrida de 21 semanas no cinema. Para 1995 como um todo, o filme teria cumulativamente classificar em uma posição de desempenho de bilheteria de 67.

### Home media
O filme foi lançado inicialmente em formato de vídeo VHS em 19 de marco de 1996. A edição widescreen de  Código de Região 1 do filme foi lançado em DVD nos Estados Unidos em 6 de maio de 2003, e inclui um recurso Closed Caption; Dolby Digital 5.1 surround sound; uma faixa de língua francesa; Legendas em espanhol; e uma opção de tela cheia (1.33:1).. Não há data não confirmada por qualquer futuro lançamento de Blu-ray Disc.